# Вратковичи
Вратковичи (серб. Вратковићи / Vratkovići) — село в общине Гацко Республики Сербской Боснии и Герцеговины. Население составляет 77 человек по переписи 2013 года.